# Дев'ять провінцій

Мапа Дев'яти провінцій згідно «Юй ґун»

Цзю чжоу 九州 jiǔ zhōu («дев'ять провінцій», буквально «дев'ять островів») — найдавніша схема географічного поділу Китаю. Побудована за космологічним принципом. У класичному розумінні пов'язана із діяльністю Юя Великого, засновника першої (напівміфічної) династії, Ся: він утворив Дев'ять провінцій у наслідок ліквідації Великого потопу. Інтерпретація фігури Юя як мифічної чи історичної, а також її релігійні коннотації, впливають на розуміння цзю чжоу як адміністративного чи «спірітуального» розподілу. Можливе поєднання концепції «дев'яти провінцій» із дев'ятьма залами Мінтан 九室明堂, центральної ритуальної будови дин. Чжоу, відбито у «Лі цзі», де глава «Мінтан вей» надає перелік володарів князівств на аудієнції у вана Чжоу.

## Вивчення
Систематичний розгляд згадок цзю чжоу у класичних джерелах виконав Ґу Цзєґан у 30-і роки 20 ст.
Наново інтерес до виникнення концепції цзю чжоу було викликано надбанням манускрипту «Жун чен ши» 容成氏 (1994, див. Rong Cheng Shi) — тексту 4 ст. до н.е з царства Чу (період Чжаньґо) та не згадується у класичних джерелах. Цей текст, серед іншого, викладає послідовність утворення провінцій без зв'язку із їх розташуванням у відношенні до сторон світу. Дорофєєва-Ліхтман розглядає її як свідоцтво того, що розвиток концепції цзю чжоу відбувався не шляхом схематизації географічних знань, а навпаки: шляхом накладення останніх на існуючу схему.